# Gobierno de la Gran Vía
La Gran Vía o el Gobierno de Dadao, formalmente el Gobierno Municipal de la Gran vía de Shanghái, fue un gobierno títere de corta duración proclamado en Pudong el 5 de diciembre de 1937, para administrar el Shanghái ocupado por los japoneses en las primeras etapas de la segunda guerra sino-japonesa.

## Antecedentes
Después de la batalla de Shanghái de 1937, el gabinete del primer ministro japonés, Fumimaro Konoe, presionó por un acuerdo rápido y diplomático para la guerra en China, y no por una ocupación costosa a largo plazo. Además, el Cuartel General Imperial de Japón no estaba dispuesto a permitir una repetición de la experimentación política llevada a cabo por el Ejército de Kwangtung en el establecimiento de Manchukuo, y presionó al Ejército Expedicionario de China Central para establecer un gobierno local colaboracionista para manejar los detalles de la administración local para el área metropolitana de Shanghái.
En noviembre de 1937, se contactó con varios residentes conocidos para hacerse cargo de la administración civil provisional de la ciudad. Finalmente, los japoneses pudieron obtener la asistencia de Fu Xiao'an, el rico director del Banco de Comercio de China y jefe de la Cámara de Comercio General de Shanghái. Fu era un enemigo personal y político del general nacionalista Chiang Kai-shek y había sido encarcelado por el Kuomintang en 1927 por negarse a prestar dinero a Chiang. Después de su liberación de la prisión, huyó a Manchuria, dominada por los japoneses, y vivió varios años bajo protección japonesa, alimentando su odio hacia Chiang.
Sin embargo, Fu no estaba dispuesto a encabezar el nuevo gobierno, y recomendó a Su Xiwen, profesor de filosofía religiosa y ciencias políticas en la Universidad de Chizhi en Jiangwan. Su se graduó de la Universidad de Waseda en Tokio y era conocido por sus opiniones políticas conservadoras. Su también era conocido por sus puntos de vista sobre el sincretismo budista-taoísta, que influyó en el nombre de la nueva administración, la "Gran Vía", que se refiere al concepto de la filosofía oriental del Tao, y su bandera: el símbolo yin y yang del taoísmo en un fondo amarillo. (Los colores amarillo, dorado y azafrán a menudo se asocian con el budismo).

## Historia
El nuevo gobierno rápidamente hizo esfuerzos para restaurar los servicios públicos de la ciudad y estableció una fuerza policial bajo el mando de Zhang Songlin, excomandante de la policía provincial de Jiangsu, para mantener el orden público. La financiación fue proporcionada por un impuesto sobre todas las importaciones y exportaciones a través de las líneas frontales japonesas dentro y fuera de Shanghái, y Su fue asistido por varios expertos proporcionados por el Ferrocarril del Sur de Manchuria. Su prometió purgar la ciudad de los elementos comunistas y del Kuomintang. Sin embargo, ni Su ni su Gobierno de la Gran Vía fueron considerados seriamente por los agentes políticos japoneses, que miraron con consternación y desprecio la variedad de criminales, cultistas religiosos y narcotraficantes que gravitaban a posiciones de liderazgo en la nueva administración. Las obras públicas prometidas no se materializaron cuando los compinches de Su desviaron fondos y el valor propagandístico de la nueva administración se deterioró rápidamente. En diciembre de 1937, los japoneses contrataron a un duro colaborador del norte de China llamado Wang Zihui para supervisar las operaciones como medida temporal.
Después de que Liang Hongzhi estableció el Gobierno Reformado de la República de China en Nankín en marzo de 1938, el Ejército Expedicionario de China Central organizó una serie de manifestaciones públicas y ceremonias de apoyo. En menos de un mes, el Gobierno Reformado afirmó su autoridad sobre el Gobierno de la Gran Vía al establecer un Yamen de supervisión para asumir las funciones de la administración municipal de Shanghái. Su Xiwen reconoció formalmente al Gobierno Reformado y adoptó su bandera el 3 de mayo de 1938.
Bajo el gobierno reformado, Su Xiwen continuó como jefe del Yamen Supervisor hasta que fue reemplazado por Fu Xiao'an como alcalde el 16 de octubre de 1938.